# الخضراء (ناطع)

تعديل مصدري - تعديل

الخضراء هي إحدى قرى عزلة وعله آل رقاب بمديرية ناطع التابعة لمحافظة البيضاء، بلغ تعداد سكانها 160 نسمة حسب تعداد اليمن لعام 2004.